# Rombly
Rombly és un municipi francès situat al departament del Pas de Calais i a la regió dels Alts de França. L'any 2007 tenia 32 habitants.

## Demografia

### Població
El 2007 la població de fet de Rombly era de 32 persones. Hi havia 16 famílies de les quals 8 eren unipersonals (8 dones vivint soles i 8 dones vivint soles) i 8 parelles sense fills.
La població ha evolucionat segons el següent gràfic:
Habitants censats

### Habitatges
Tots els 17 habitatges que hi havia el 2007 eren l'habitatge principal de la família. Tots els 17 habitatges eren cases. Dels 17 habitatges principals, 15 estaven ocupats pels seus propietaris, 1 estava llogat i ocupat pels llogaters i 1 estava cedit a títol gratuït; 3 tenien tres cambres, 4 en tenien quatre i 10 en tenien cinc o més. 12 habitatges disposaven pel capbaix d'una plaça de pàrquing. A 7 habitatges hi havia un automòbil i a 7 n'hi havia dos o més.

### Piràmide de població
La piràmide de població per edats i sexe el 2009 era:
| Homes | Edats   | Dones |
| ----- | ------- | ----- |
| 0     | 95 o +  | 0     |
| 0     | 90 a 94 | 0     |
| 0     | 85 a 89 | 4     |
| 0     | 80 a 84 | 0     |
| 0     | 75 a 79 | 0     |
| 0     | 70 a 74 | 0     |
| 4     | 65 a 69 | 0     |
| 0     | 60 a 64 | 4     |
| 0     | 55 a 59 | 0     |
| 0     | 50 a 54 | 0     |
| 0     | 45 a 49 | 4     |
| 4     | 40 a 44 | 0     |
| 0     | 35 a 39 | 0     |
| 4     | 30 a 34 | 4     |
| 0     | 25 a 29 | 0     |
| 0     | 20 a 24 | 0     |
| 0     | 15 a 19 | 0     |
| 0     | 10 a 14 | 0     |
| 0     | 5 a 9   | 0     |
| 4     | 0 a 4   | 0     |

## Economia
El 2007 la població en edat de treballar era de 23 persones, 12 eren actives i 11 eren inactives. De les 12 persones actives 9 estaven ocupades (4 homes i 5 dones) i 3 estaven aturades (3 homes). De les 11 persones inactives 5 estaven jubilades i 6 estaven classificades com a «altres inactius».
Activitats econòmiques
Dels 2 establiments que hi havia el 2007, 1 era d'una empresa de fabricació d'altres productes industrials i 1 d'una empresa d'hostatgeria i restauració.
L'únic servei als particulars que hi havia el 2009 era un restaurant.
L'any 2000 a Rombly hi havia 3 explotacions agrícoles.

## Poblacions més properes
El següent diagrama mostra les poblacions més properes.